# Argos (California)
Argos es un área no incorporada ubicada en el condado de San Bernardino en el estado estadounidense de California.

## Geografía
Argos se encuentra ubicada en las coordenadas 34°43′33″N 116°15′3″O / 34.72583, -116.25083.